# ناسور شرجي
الناسور حول الشرج (بالإنجليزية: Anal fistula)‏ مجرى غير طبيعي بجوار القناة الشرجية يصل مخاطية القناة الشرجية أو المستقيم بسطح الجلد، وله فوهة ظاهرة وفوهة باطنة، يمثل الحالة المزمنة المتطورة لخراج شرجي.

## الأسباب وعوامل الخطورة
- السبب الرئيسي هو الخراج حول الشرج - الناتج عن إنتان غدد هيرمان -
- التدرن (السل)
- داء كرون
- ورم في القناة الشرجية
- داء الفطر الشعاعي
- خمج بالكلاميديا
- رض شديد
- الشقوق الشرجية

- خراج شرجي سبق تصريفه[4]

## أشكال النواسير حول الشرج
1. الشكل الأول: يمر بين المعصرة الظاهرة والباطنة ويأخذ قسماً ضيقاً من العضلات
2. الشكل الثاني: يمر خلال عاصرة شرجية خارجية
3. الشكل الثالث: يمر فوق العضلات المعصرة

## الأعراض السريرية
- خروج سوائل قيحية أو مصلية من فوهة الناسور
- ألم في الناحية الشرجية في حال انسداد فوهة الناسور يزول بانفتاحها

## المعالجة
استئصال مجرى الناسور «بَضع الناسور» مع المحافظة على العضلات العاصرة الشرجية.